# Réserve naturelle nationale d'intérêt géologique du département du Lot
La réserve naturelle nationale d'intérêt géologique du département du Lot (RNN180) est une réserve naturelle nationale située dans la région Occitanie. Classée le 2 juin 2015 par décret ministériel, elle occupe une surface de 800 hectares. Elle est gérée par le parc naturel régional des Causses du Quercy, labellisé géoparc mondial UNESCO. Son territoire est réparti sur 85 sites d'intérêt paléontologique, avec plusieurs localités-types (lieux où des espèces fossiles ont été décrites pour la première fois), mais aussi géologique, minéralogique, géomorphologique ou encore tectonique.
Ces différents sites présentent des patrimoines très divers et sont répartis sur plusieurs périodes géologiques :
- Le Jurassique (-200 et -150 millions d’années) : gisement ichnologique de Crayssac, 3 localités-types, 2 sites tectoniques et 7 coupes de référence géologique.
- Les époques Éocène et Oligocène (entre -52 et -19 millions d’années) : 68 phosphatières.
- Les époques Néogène et Quaternaire (entre 20 millions d’années et 1,5 millions d’années) : 4 sites géomorphologiques, 1 site minéralogique.

## Localisation
Le territoire de la réserve naturelle est dans le département du Lot, sur les communes de Bach, Beauregard, Bouziès, Cénevières, Cabrerets, Cajarc, Calvignac, Concots, Crégols, Crayssac, Escamps, Larnagol, Limogne-en-Quercy, Puyjourdes, Saillac, Saint-Chels, Saint-Cirq-Lapopie, Saint-Jean-de-Laur, Saint-Martin-Labouval, Varaire et Vaylats.
Deux sites ont été aménagés pour les visites : les phosphatières du Cloup d’Aural à Bach et la plage aux ptérosaures à Crayssac. Ils sont gérés par l’Office de tourisme Cahors Vallée du Lot et ouverts d’avril à octobre.
D’autres sites peuvent se visiter en autonomie : les phosphatières des Tempories à Escamps, le sentier karstique de Crégols, la coupe de référence géologique à Calvignac et les falaises de Cabrerets.

## Histoire des phosphatières du Quercy
68 sur 85 sites de la réserve sont des phosphatières. Elles sont la résultante d’une histoire géologique et humaine.

Les phosphatières ont d’abord une longue histoire géologique. Les roches calcaires formées au Jurassique sont fracturées par les plaques tectoniques et agrandies par l’eau, qui creusent des galeries, des gouffres et des grottes. C’est le Karst. Par l’érosion de surface, certains de ces trous se retrouvent à ciel ouvert et se remplissent par des sédiments et des animaux et végétaux, entraînés par l’eau, des prédateurs ou autres animaux qui vivaient dedans.

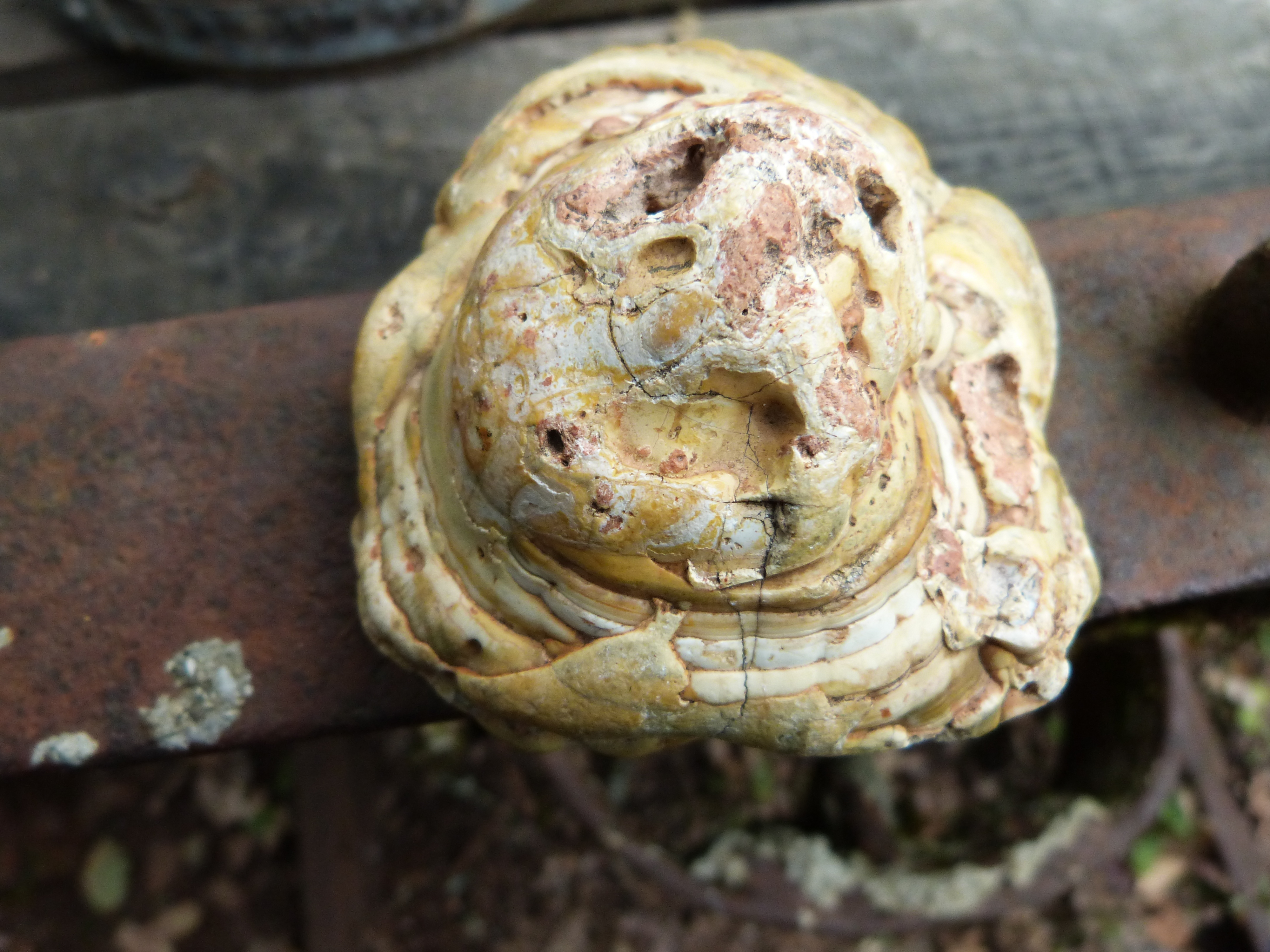
Nodule de phosphate.

Elles ont aussi une histoire humaine. En 1865, le chimiste et pharmacien Jean-André Poumarède découvre sur un causse proche de Caylus une parcelle de blé particulièrement fournie. Il trouve à la surface du champ des pierres blanchâtres dont l'analyse révèle « 85,72 % de phosphate de chaux tribasique ». Ce sont des nodules de phosphate qui ont été traités pour ensuite servir d’engrais.
Des prospections commencent qui entraînent à partir de 1870 l'essor des phosphatières du Quercy, gouffres comblés d'argiles et de phosphates. La production connaît son maximum en 1886 avec 161 carrières recensées, la plupart à ciel ouvert dans un secteur d'environ 50 km de long sur 10 km de large entre les départements du Lot, du Tarn-et-Garonne, du Tarn et de l'Aveyron.
Le développement d'autres sources d'approvisionnement en Floride, au Maroc, en bais de Sommes, etc, entraîne le déclin de l'exploitation qui cesse en 1886.

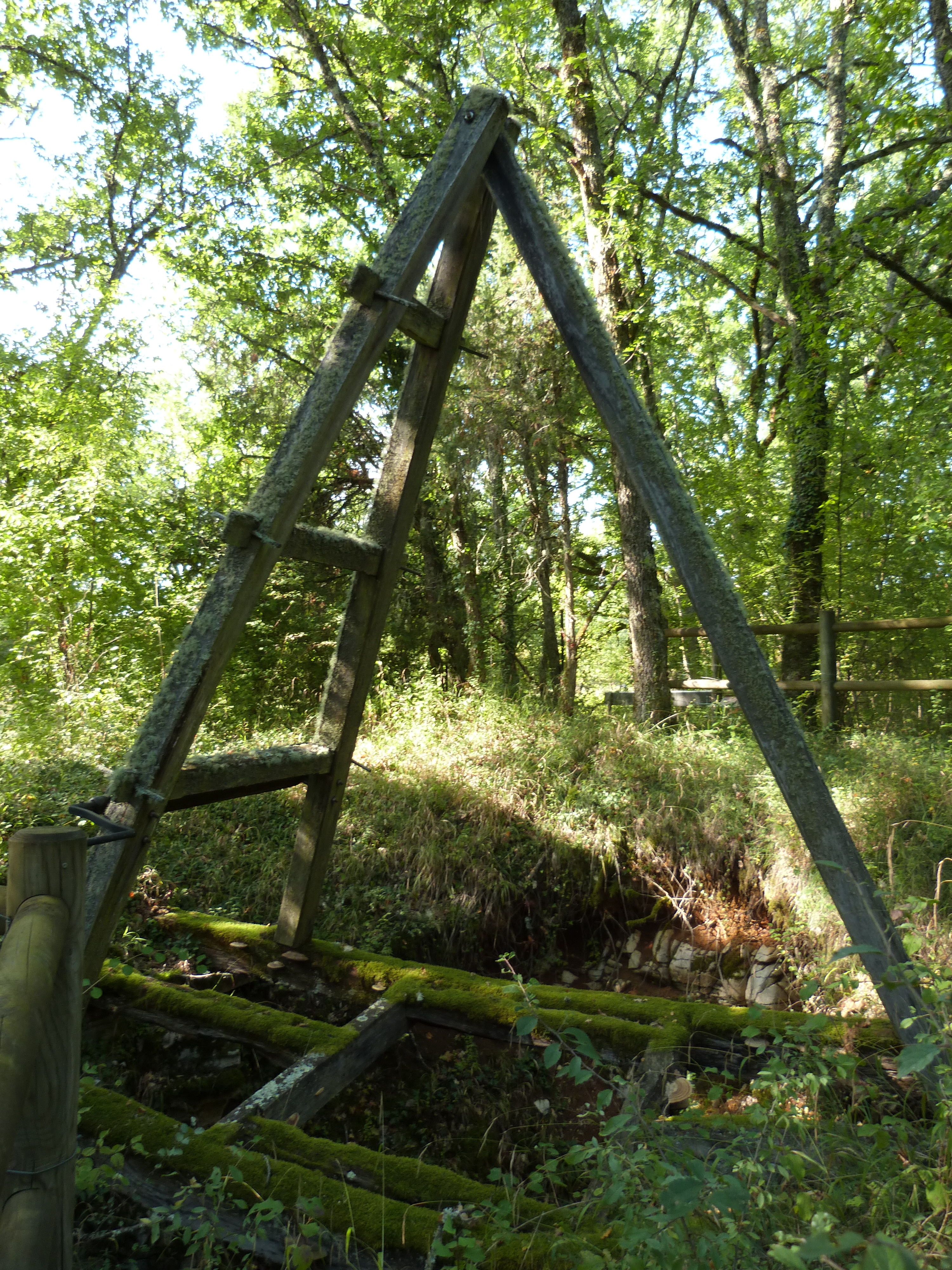
Restes d'exploitation.

Dès l'exploitation, des fossiles sont mis au jour par les mineurs qui exploitent le phosphate. Ils proviennent des remplissages argileux qui comblent les cavités. En 1938, Bernard Gèze montre que chaque gisement phosphaté constitue un ensemble paléontologiquement homogène mais que les gisements peuvent être d'âges différents entre eux. Ce constat a entraîné à partir des années 1960 des campagnes de fouilles dans 200 sites qui ont mis au jour de nombreux spécimens datés entre -52 et -19 Ma.
Entre 1991 et 1993 a lieu un inventaire des phosphatières, prélude à l'inventaire du patrimoine naturel mis en place en 2007 par le MNHN. L'inventaire géologique du Lot est validé en 2008 et aboutit au projet de réserve naturelle qui prend corps en 2015.
Les phosphatières se présentent sous la forme de puits et canyons plus ou moins profonds, pouvant exceptionnellement atteindre jusqu’à plus de 100 mètres de profondeur, qui correspondent à des grottes datant du Cénozoïque.
Les fouilles des phosphatières ont livré de nombreux fossiles (75 espèces d’oiseaux, 81 espèces de reptiles, 500 espèces de mammifères, mille-pattes, araignées, tique, gastéropodes). Chaque remplissage correspond à une période précise, ce qui a permis de reconstituer les milieux et climats de l'ère Tertiaire de l’Éocène au tout début du Miocène. La quantité de fossiles retrouvée dans les phosphatières permet d’étudier la faune et la flore sur une période d’environ 30 millions d’années, entre 52 et 19 millions d’années. Elle documente un renouvellement faunique qu’on appelle « Grande coupure ». Ce renouvellement est lié à un changement climatique mondial il y a environ 33.9 millions d’années (un refroidissement climatique).
Des fouilles paléontologiques sont en cours pour mieux comprendre la paléobiodiversité, le paléoenvironnement, à travers des projets de recherche comme par exemple le projet de l'Agence Nationale de la Recherche sur le "déclin des artiodactyles endémiques d’Europe : autopsie d'une extinction".

## Histoire du gisement ichnologique de Crayssac

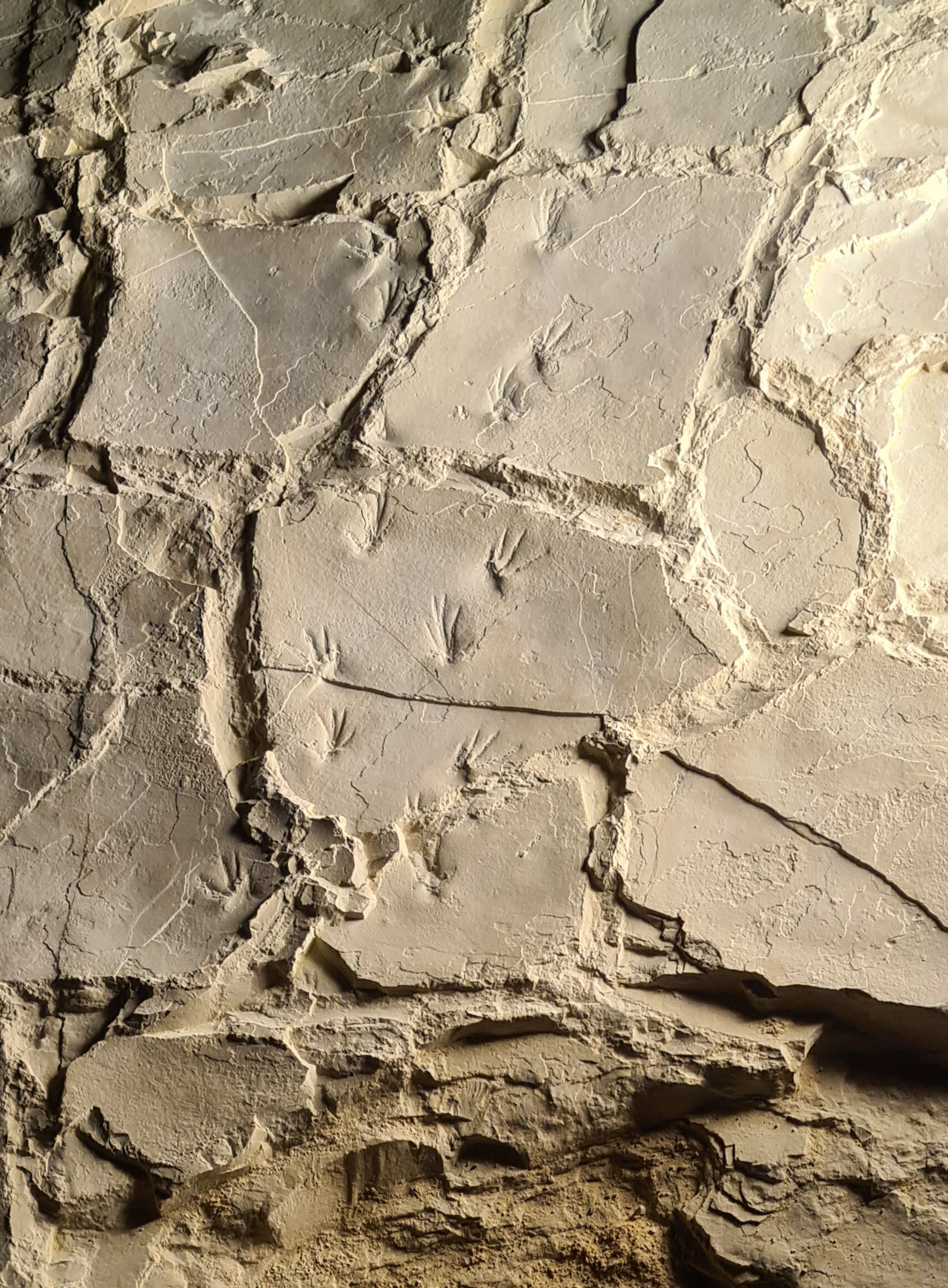
Empreintes d'un ptérosaure

En 1978, dans une carrière de Crayssac, les premières empreintes d'animaux à trois doigts sont signalées par Jean-Luc Obereiner, un ingénieur travaillant à l’évaluation des ressources naturelles du Causse, comme étant des empreintes d'oiseaux fossilisée (dossier scientifique de la réserve naturelle nationale d'intérêt géologique, p 42). Dans les années 1990, un paléontologue amateur, Gérard Lafaurie, découvre à son tour des poissons fossiles et des empreintes de pas de dinosaures, de ptérosaures et d’autres animaux. Il avertit les chercheurs de l'Université de Poitiers de ses découvertes. Des fouilles sont organisées à partir de 1994, avec le soutien des collectivités et du carrier-propriétaire et une association du nom de Paléoaquitania se forme.
Le propriétaire offre sa carrière à la collectivité pour le Franc symbolique. Pour protéger le site de l’érosion, un bâtiment de protection a été construit en 2010 et est ouvert au public sous le nom de la « Plage aux Ptérosaures ».
Pourquoi une plage aux Ptérosaures ? Parce que l’on peut suivre des pistes de Ptérosaures où il est possible de voir non seulement les pieds mais aussi les mains qui viennent confirmer le statut quadrupède de ces animaux. À Crayssac, le calcaire d’une extrême finesse a permis d'enregistrer les traces de plus de trente espèces animales différentes, entre autres, des tortues marines, des dinosaures théropodes, des crocodiliens, etc. sur la « plage » vieille de 150 millions d’années.

## D'autres sites patrimoniaux de la réserve géologique
En dehors de ces deux remarquables patrimoines paléontologiques, d’autres sites présentent des intérêts scientifiques. En voici quelques exemples :
Sous forme de fragments de coquilles, les plus anciens œufs de dinosaures sauropodes de la Laurasia ont été trouvés à Limogne-en-Quercy.
Le site minéralogique est une sablière avec des calcites de Bellecroix.
L’igue de Crégols, un gouffre d’effondrement de 80m de diamètre et de 40 mètres de profondeur, constitue un témoin spectaculaire de l’importance géomorphologique et paysagère du karst.
La coupe de Calvignac est une référence au niveau régional. Les superpositions de couches rocheuses permettent de lire avec une grande précision l’évolution des paysages du Jurassique entre -175 et -170 millions d’années.

## Intérêt touristique et pédagogique
Deux sites sont aménagés et ouverts au public : la plage aux ptérosaures et la phosphatière du Cloup d'Aural. Des animations et des expositions sont proposées tout au long de l’année par les animateurs de la réserve naturelle. Les deux sites accueillent environ 30 000 visiteurs dans les années 2010.

## Administration, plan de gestion, règlement
La réserve naturelle a été créée par le décret no 2015-599 du 2 juin 2015. Elle est administrée par le Parc naturel régional des Causses du Quercy.

### Plan de gestion
La réserve naturelle a un plan de gestion. Afin de pallier les différentes problématiques et pour mieux protéger les patrimoines, 3 facteurs clés ont été déterminés :
- Développer l’ancrage territorial par des actions de sensibilisation et de mise en valeur des sites.
- Améliorer les connaissances naturalistes via des programmes de recherches que la réserve rend public.
- Mettre à profit des compétences variées avec une équipe technique.

### Réglementation
Afin de mieux protéger les patrimoines et parce qu’une réserve naturelle est un territoire réglementé, il est interdit de collecter et d'emporter des minéraux, roches et fossiles, de prospecter, ou encore d'exécuter des fouilles et de prélever des matériaux. Il est également interdit de jeter des déchets qui peuvent polluer le réseau aquifère, et de camper sur place. Toute modification de l'état ou de l'aspect de la RNN est soumise à une autorisation préfectorale. Au moins un agent de la réserve naturelle est commissionné « Police de l’Environnement ».